# Pitten

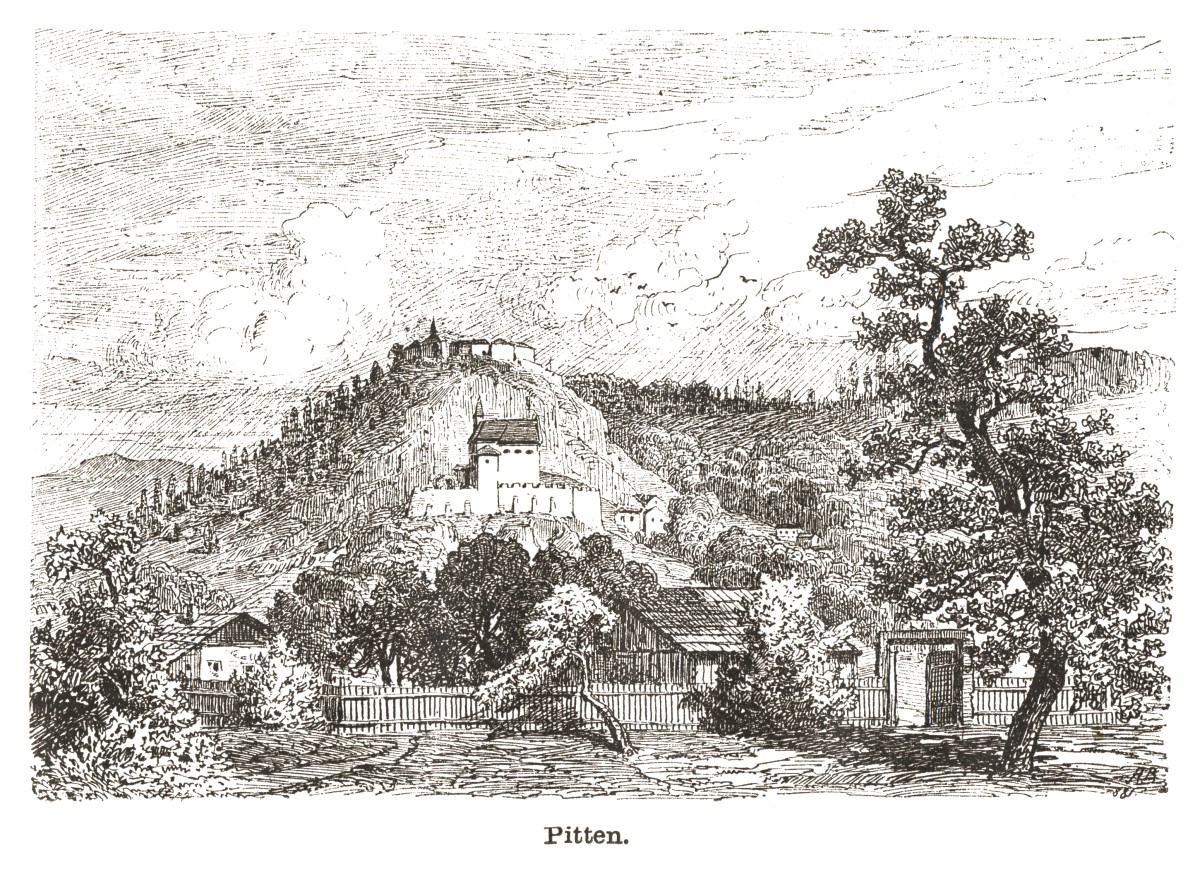
Pitten in einem Stich von 1882

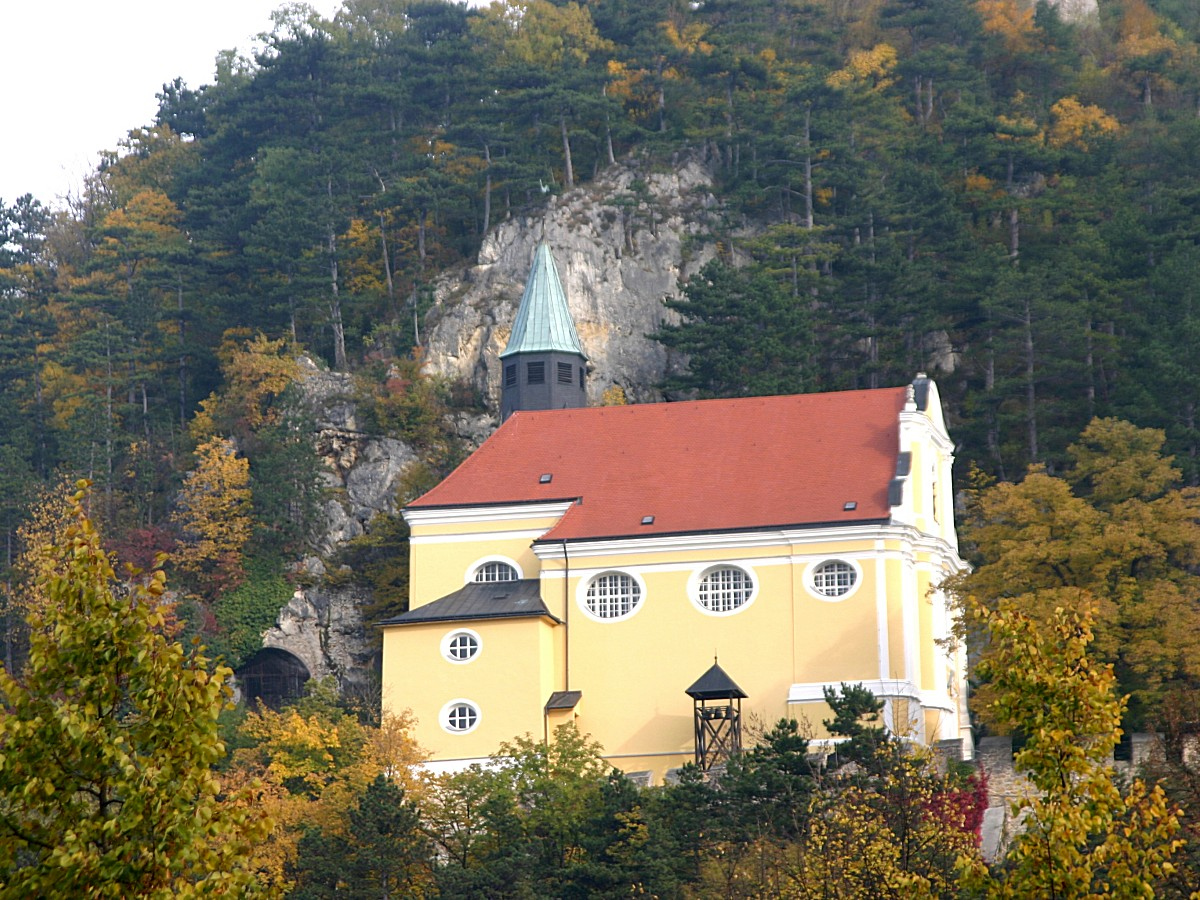
Die Bergkirche hl. Georg samt Felsenkapelle ist das weithin sichtbare Wahrzeichen von Pitten

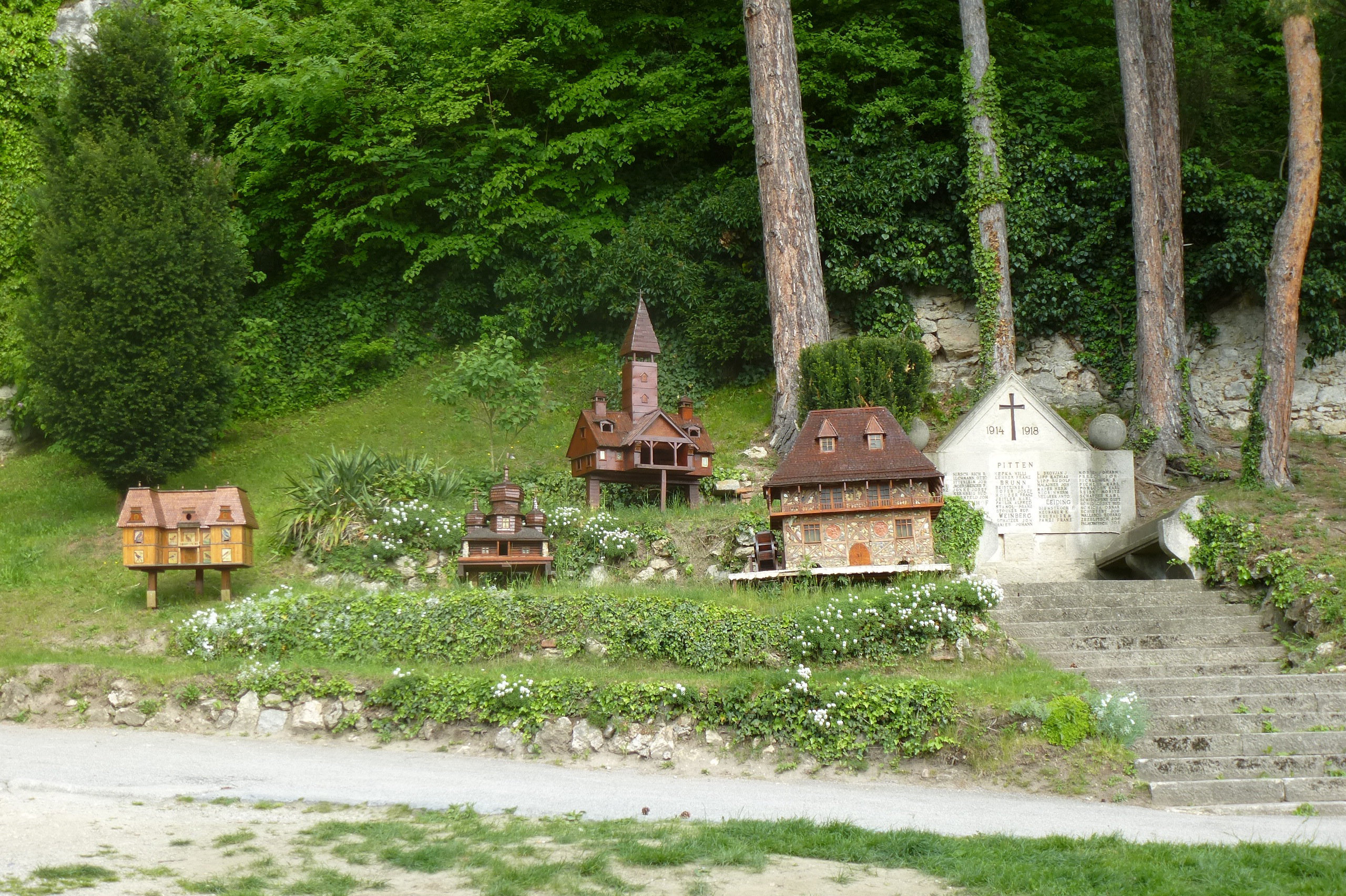
Vogelhausartige Fantasiehäuser und Denkmal am Zugang zur Bergkirche

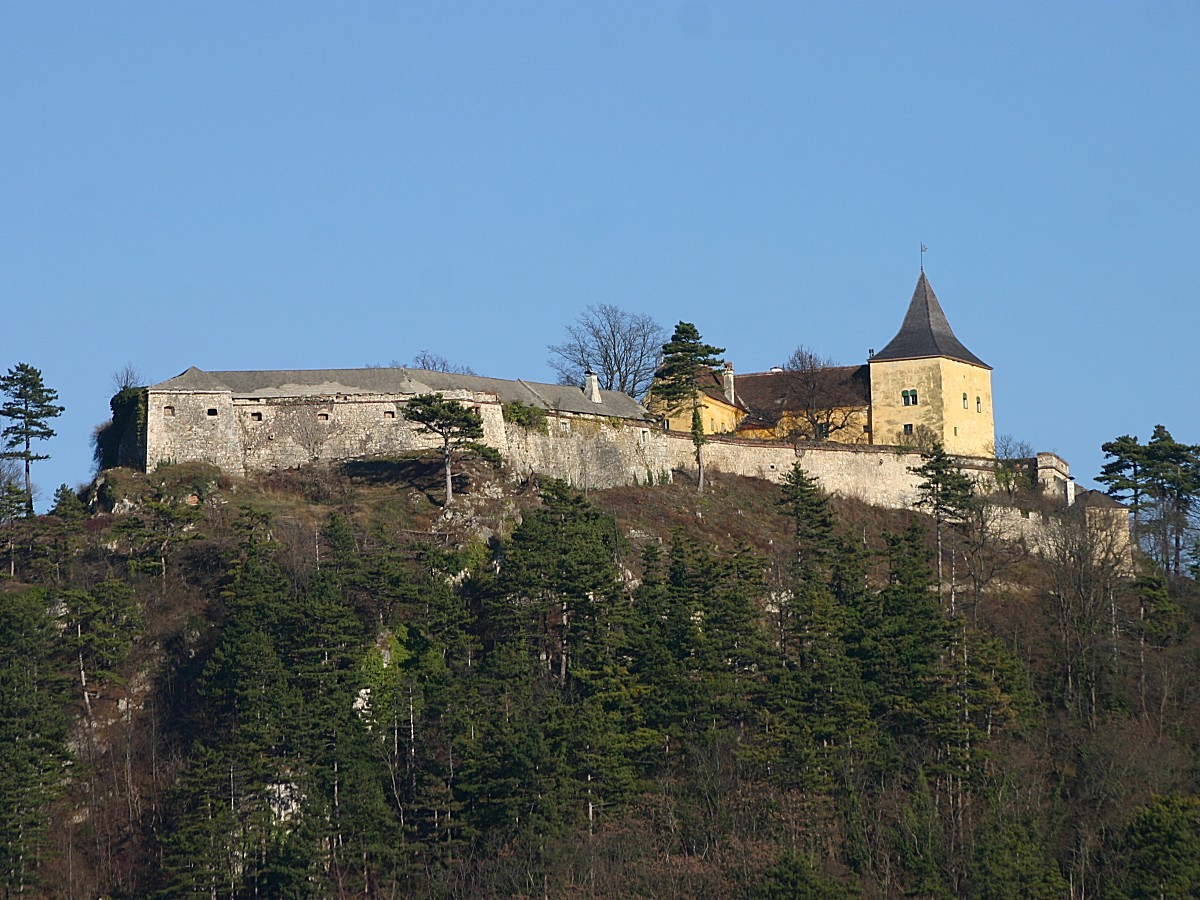
Schloss Pitten

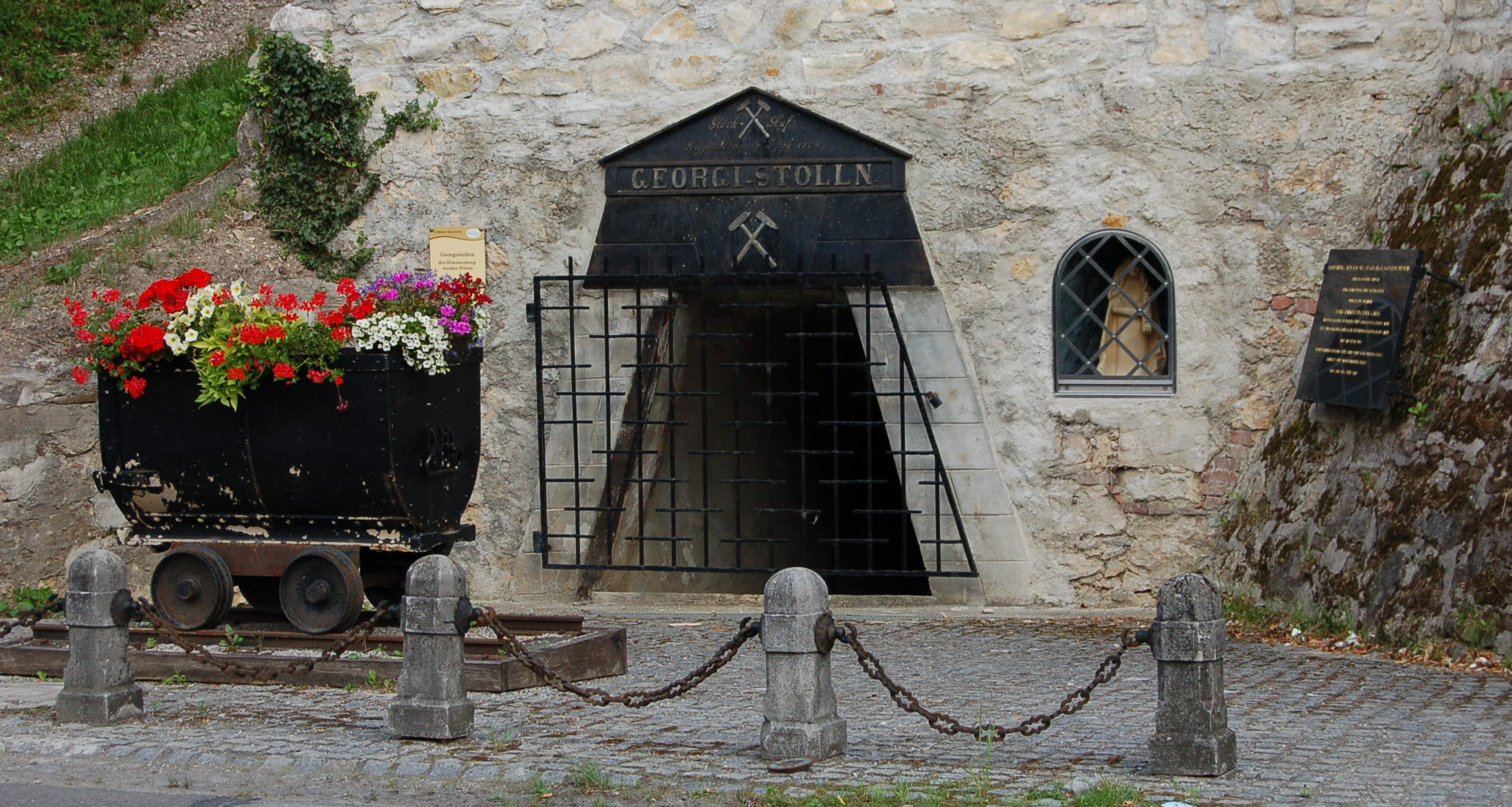
Eingang zum Georgi-Stollen

Pitten ist eine Marktgemeinde mit 2967 Einwohnern (Stand 1. Jänner 2025) im Bezirk Neunkirchen in Niederösterreich.

## Geografie
Pitten liegt im nördlichen Teil der Buckligen Welt und ist namensgebend für Tal (Pittental) und Fluss (Pitten). Einige Kilometer nördlich von Pitten tritt die Pitten in das Steinfeld aus und vereinigt sich mit der Schwarza zur Leitha. Pitten war ursprünglich sogar namensgebend für die ganze Region, hieß doch die Bucklige Welt bis ins 19. Jahrhundert hinein „Pittener Waldmark“ (historisch wird auch oft von einer Grafschaft Pitten gesprochen). Die Fläche der heutigen Marktgemeinde umfasst 13,08 Quadratkilometer. 53,75 Prozent der Fläche sind bewaldet.

### Gemeindegliederung
Das Gemeindegebiet umfasst folgende fünf Ortschaften (in Klammern Einwohnerzahl Stand 1. Jänner 2025):
- Inzenhof (61)
- Leiding (178)
- Pitten (2229)
- Sautern (496)
- Weinberg (3)

Die Gemeinde besteht aus den Katastralgemeinden Inzenhof, Leiding, Pitten und Sautern.

### Nachbargemeinden
| Schwarzau am Steinfeld | Bad Erlach                                  |            |
| Seebenstein            | Kompassrose, die auf Nachbargemeinden zeigt | Bad Erlach |
|                        | Scheiblingkirchen-Thernberg                 |            |

## Geschichte
Einmalige Funde aus der mittleren Bronzezeit, die etwa 3.500 Jahre alt sind, weisen die frühe Besiedlung von Pitten nach. Erstmals urkundlich erwähnt wird Pitten 869 bei der Schenkung des Besitzes der Nonne Peretcunda an das Hochstift Freising.
Erzbischof Konrad von Salzburg machte die Pfarre 1144 dem Stift Reichersberg zehentpflichtig. Im Jahr 1456 wurde die Pfarre Pitten schließlich dem Stift Reichersberg inkorporiert. Seit dieser Zeit wirken Augustiner-Chorherren aus Reichersberg als Seelsorger in Pitten.
Pitten war seit jeher alter historischer Boden. Bis Anfang des 16. Jahrhunderts war die Grafschaft Pitten – diese umfasste etwa den Bezirk Neunkirchen, den östlichen Teil des Bezirks Wiener Neustadt-Land und einen Teil des Bezirks Hartberg-Fürstenfeld – Teil der Steiermark. Im Dialekt der Bevölkerung in der Buckligen Welt merkt man dies teilweise heute noch.
Der Name Pitten wurde 1855 amtlich festgelegt, da er einem ständigen Wandel unterworfen war. Von ad Putinnu, um 1144 parrochia Putina, 1180/90 Butinna, „Putina urbs“ um 1205 und im 18. Jahrhundert wechselte die Schreibweise zwischen Pütten und Pitten. Die dem Namen zugrundeliegende Form geht auf das slawische Buda (entspricht Schilf, Schilfgras) zurück, was einen Hinweis auf den damals versumpften Talboden in dieser Gegend gibt.
Im 18. Jahrhundert wurde begonnen, in Pitten Eisenerz abzubauen, das sich durch große Reinheit und hohen Gehalt an Mangan auszeichnete. Ab 1789 wurde das Erz auch im Ort verhüttet. Zu Beginn des 19. Jahrhunderts wurde die Roheisenproduktion auf 300 bis 400 Zentner pro Woche gesteigert; die Verarbeitung erfolgte in einer ebenfalls im Ort gelegenen Gießerei. Nach einem Eigentümerwechsel wurde das Roh- und Gusseisen im Walzwerk der neuen Besitzer in Lilienfeld verarbeitet.

Pitten (oben Mitte) um 1880 (Aufnahmeblatt der Landesaufnahme)

1828 etablierte Vinzenz Sterz kurz vor seinem Tod in einer ehemaligen Mahl- und Sägemühle die Pittener Papier-Manufaktur S. & Co., besser bekannt unter dem Namen k.k. priv. Pittener Papierfabrik. Das staatliche Privileg kam daher, dass Vinzenz Sterz schon 1819 die erste funktionsfähige Papiermaschine der Habsburgermonarchie gebaut hatte und für zehn Jahre das Privileg erhalten hatte, mit dieser zu produzieren. 1853 erzeugte Wilhelm Hamburger (* 1821 in Blumenfeld, Großherzogtum Baden; † 1904 in Pitten) erstmals Holzstoffpapier und leitete damit in Österreich die industrielle Papiererzeugung aus Holz ein.
Ab Mitte des 19. Jahrhunderts geriet der Bergbau und Hüttenbetrieb immer mehr in Schwierigkeiten. Auf einen kurzen erneuten Aufschwung ab 1866, der auch zu Ausweitungen und Modernisierungen des Betriebs führte, folgte 1879 der Konkurs. Es gelang zwar, den Bergbau und die Verhüttung wieder aufzunehmen; nach letzten Versuchen im Zweiten Weltkrieg wurde der Betrieb 1945 aber endgültig eingestellt.
1881 erhielt Pitten durch die Aspangbahn Anschluss an das Eisenbahnnetz, wodurch Pitten sowohl wirtschaftlich als auch touristisch enorm profitierte.

### Anmerkung
1869 zeigte sich der Schriftsteller Ferdinand Kürnberger (1821–1879) verwundert darüber, dass das aufgeweckte und industrierührige Thälchen der Pitten sich nicht schon längst in den Besitz eines Schienenweges (und wär’s auch nur eine Pferdebahn) nach Wiener Neustadt gesetzt habe. Bei zwei Stunden Fahrzeit von Wien nach Pitten würden etwa hundert Wiener Familien mehr eine Sommerprovinz erobern. – Siehe: Ferdinand Kürnberger: Feuilleton. Ein vergessener Winkel. In: Die Presse, Nr. 172/1869 (XXII. Jahrgang), 23. Juni 1869, S. 1 f. (online bei ANNO).

### Eingemeindungen
Am 1. Jänner 1967 wurde die Gemeinde Sautern zu Pitten eingemeindet, am 1. Jänner 1971 folgte die Gemeinde Leiding-Inzenhof.

### Bevölkerungsentwicklung
| Pitten: Einwohnerzahlen von 1869 bis 2025           | Pitten: Einwohnerzahlen von 1869 bis 2025 | Pitten: Einwohnerzahlen von 1869 bis 2025 | Pitten: Einwohnerzahlen von 1869 bis 2025 | Pitten: Einwohnerzahlen von 1869 bis 2025 |
| --------------------------------------------------- | ----------------------------------------- | ----------------------------------------- | ----------------------------------------- | ----------------------------------------- |
| Jahr                                                |                                           |                                           |                                           | Einwohner                                 |
| 1869                                                | 1869                                      |                                           | 1.572                                     | 1.572                                     |
| 1880                                                | 1880                                      |                                           | 1.850                                     | 1.850                                     |
| 1890                                                | 1890                                      |                                           | 1.867                                     | 1.867                                     |
| 1900                                                | 1900                                      |                                           | 2.123                                     | 2.123                                     |
| 1910                                                | 1910                                      |                                           | 2.340                                     | 2.340                                     |
| 1923                                                | 1923                                      |                                           | 2.491                                     | 2.491                                     |
| 1934                                                | 1934                                      |                                           | 2.577                                     | 2.577                                     |
| 1939                                                | 1939                                      |                                           | 2.469                                     | 2.469                                     |
| 1951                                                | 1951                                      |                                           | 2.692                                     | 2.692                                     |
| 1961                                                | 1961                                      |                                           | 2.540                                     | 2.540                                     |
| 1971                                                | 1971                                      |                                           | 2.597                                     | 2.597                                     |
| 1981                                                | 1981                                      |                                           | 2.498                                     | 2.498                                     |
| 1991                                                | 1991                                      |                                           | 2.460                                     | 2.460                                     |
| 2001                                                | 2001                                      |                                           | 2.473                                     | 2.473                                     |
| 2011                                                | 2011                                      |                                           | 2.472                                     | 2.472                                     |
| 2021                                                | 2021                                      |                                           | 2.892                                     | 2.892                                     |
| 2025                                                | 2025                                      |                                           | 2.967                                     | 2.967                                     |
| Quelle(n): Statistik Austria, Gebietsstand 1.1.2021 |                                           |                                           |                                           |                                           |

Seit der ersten Volkszählung im Jahr 1869, bei der 1.572 Einwohner gezählt wurden, nahm die Bevölkerung stetig zu und erreichte 1934 mit 2.577 Einwohnern einen ersten Höchststand. Nach einem Rückgang bis 1939 erreichte die Einwohnerzahl 1951 mit 2.692 Einwohnern ihren bisher höchsten Stand. Seither ist eine im Allgemeinen rückläufige Tendenz zu verzeichnen (auch wenn die Abnahme durch einzelne Jahrzehnte mit leichtem Zuwachs unterbrochen war), sodass bei der bisher letzten Zählung 2001 die Einwohnerzahl 2.473 betrug. Der geringe Zuwachs von 13 Personen gegenüber 1991 ist der Zuwanderung zu verdanken (+40), wodurch die negative Geburtenbilanz (−27) wettgemacht wurde.
Auf die Fläche des Gemeindegebietes umgelegt, leben 189 Einwohner pro Quadratkilometer.

### Religionen
Größte Religionsgemeinschaft ist die Römisch-katholische Kirche, zu der sich 80,8 Prozent der Einwohner bekennen, gefolgt von der Evangelischen Kirche (3,0 Prozent) und dem Islam (2,7 Prozent). Andere Religionsgemeinschaften bleiben deutlich unter einem Prozent. Ohne religiöses Bekenntnis sind 10,1 Prozent der Einwohner.

## Kultur und Sehenswürdigkeiten

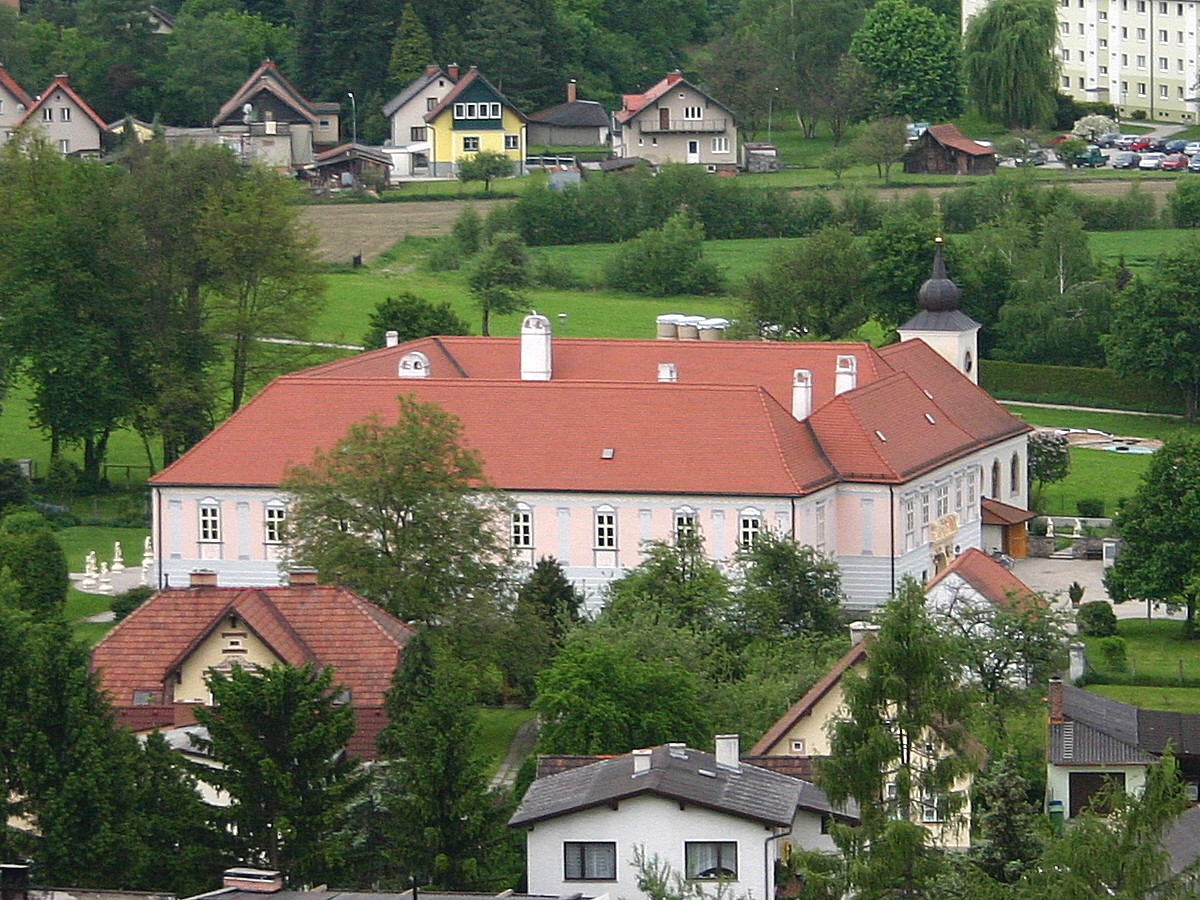
Der denkmalgeschützte Pfarrhof aus dem 17. Jahrhundert

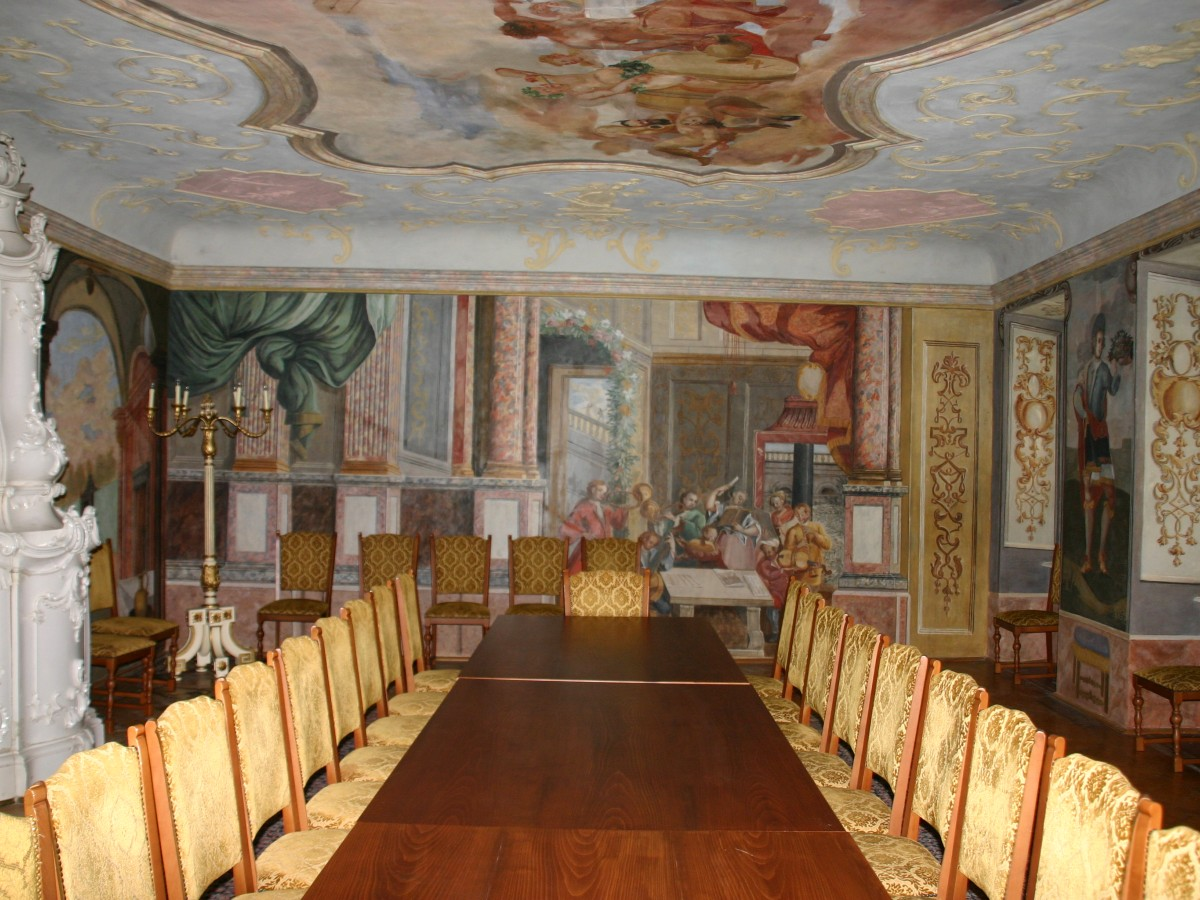
Freskensaal im Pfarrhof

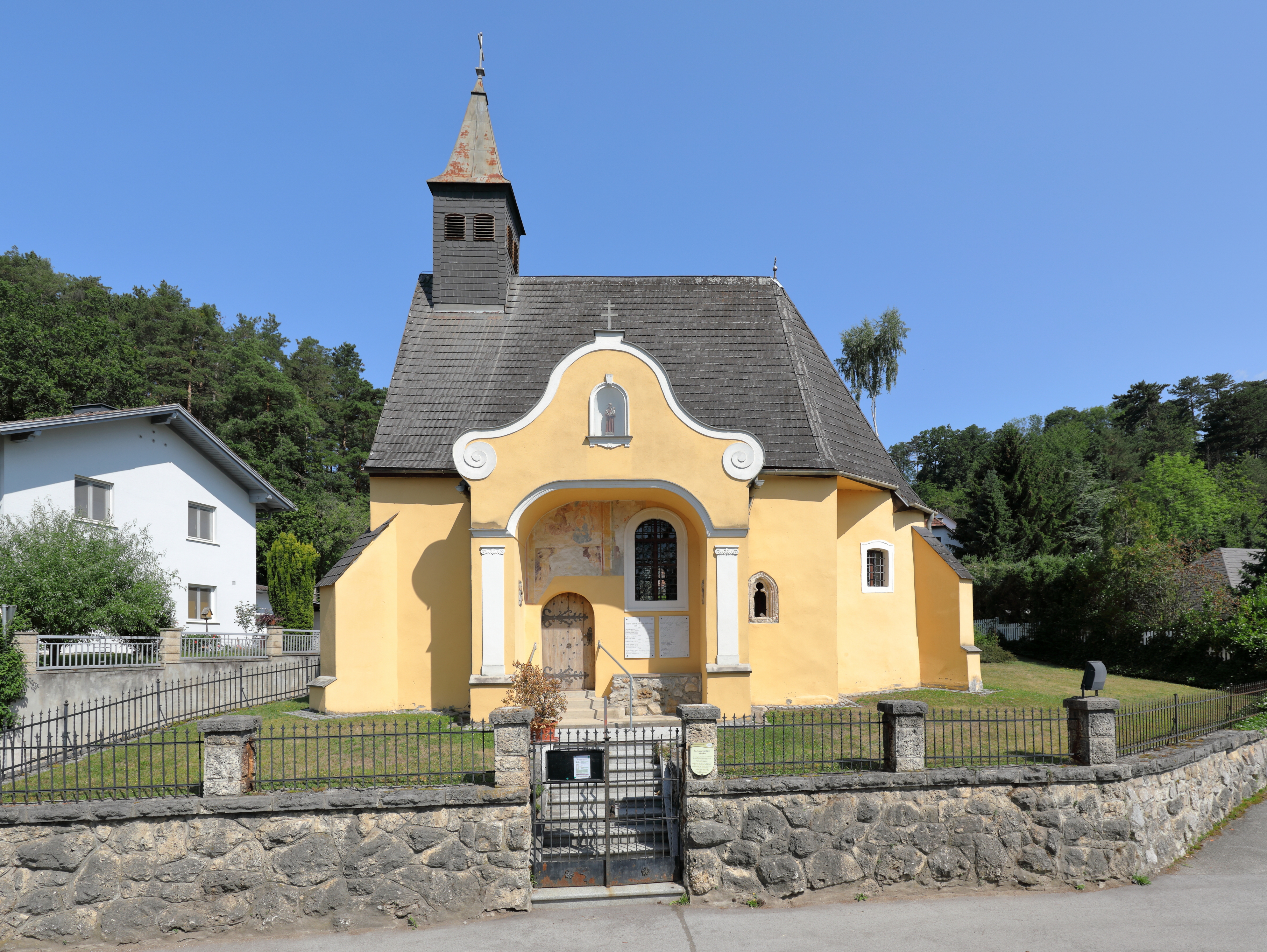
Die Ortskapelle hl. Laurentius in Sautern

- Die Pfarrkirche Pitten zum Hl. Georg („Bergkirche“) schmiegt sich auf halber Höhe des Schlossberges, auf dessen Höhe die Burg thront, eng an den Felsen. Mit großer Wahrscheinlichkeit handelt es sich hier bereits um den dritten Sakralbau an ungefähr der gleichen Stelle. Die Läutestube des Glockenturmes besitzt noch ein gotisches Netzrippengewölbe. Sonst gehört die Kirche und ihre gesamte Ausstattung dem Barock an. Im Turm befindet sich ein mittelalterlicher Glockenstuhl aus Lärchenholz, welcher nach einer Restaurierung seit 2011 vier neue Glocken trägt. Die große Glocke des früheren Stahlgeläutes aus dem Jahr 1922 hängt seither läutbar in einem Glockenträger vor der Kirche. Gemeinsam mit den vier neuen Glocken ergibt dies ein 5-stimmiges Geläute, welches wie früher vom charakteristischen Klang der großen Glocke geprägt wird. – Im Glockenträger vor der Kirche befindet sich außerdem ein Glockenspiel, welches im Jahr 1969 zur 1100-Jahr-Feier Pittens angeschafft wurde. – Der Kirchhof mit dem Glockenträger bietet einen Ausblick auf den gesamten Ort und ein Panorama von der Burg Seebenstein über den Wechsel, den Semmering und den Schneeberg bis hin zur Hohen Wand. Weiters beinhaltet der Kirchhof ein Denkmal für die Krieg führenden Pittener Toten des Ersten Weltkriegs sowie mehrere vogelhausartige Fantasiehäuser, die vom Künstlerpaar Pawel und Monika Stawoski gestaltet wurden.
- Eine Felsenhöhle hinter der Pfarrkirche war vermutlich die erste christliche Kultstätte im südlichen Niederösterreich überhaupt. Während des Mittelalters wurde der Raum mehrmals mit Wandmalereien geschmückt. Später diente die Höhle als Einsiedelei und Karner.
- Der Pfarrhof aus dem 17. Jahrhundert gehört mit seinen Arkaden und reich stuckierten Fassaden zu den schönsten in Österreich. Festsaal und Bibliothek sind mit Fresken und Stuck ausgestattet.
- Pfarrhofkirche zum Heiligen Martin: Wegen des vor allem im Winter beschwerlichen Weges zur Pfarrkirche wurde im Jahr 1948 die barocke Pfarrhofkapelle durch einen Anbau erweitert. Seit 2013 trägt der Turm drei Glocken, welche auf das Geläute der Bergkirche abgestimmt sind.
- Die Burg Pitten hat mittelalterliche Reste sowie einen 140 m tiefen Brunnen vorzuweisen. Sie wird in der „Klage“ des Nibelungenliedes genannt und widerstand den zweimaligen Angriffen der Türken. Der „Pittener Corvinusbecher“, vom Ungarnkönig Matthias Corvinus an den Verteidiger Ritter Wolf Teufel als Zeichen der Hochachtung geschenkt, erinnert an eine vierjährige Belagerung durch Corvinus. 1884 wurde die Burg von Otto Hieser zu einem Jagdschloss umgestaltet.
- Gräber aus der Bronzezeit, mit reichen Beigaben aus Bronzeschmuck.
- Slawisches Gräberfeld aus dem frühen 9. Jahrhundert.
- Alleen, Parkanlagen und Wanderwege (Naturlehrpfad)
- Der Pittentaler Radweg
- Der 2008 errichtete Rosengarten vor dem Pfarrhof

Neben der regen kulturellen Tätigkeit mehrerer lokaler Vereine ziehen vor allem die periodisch stattfindenden Veranstaltungen der „Pitten Classics“ und früher auch „loftlinx“ überregionales Publikum an:
- Bei den Pitten Classics handelt es sich um ein 1990 unter der künstlerischen Leitung von David Neiweem (Vermont, USA) gegründetes Festival klassischer Musik. Im Jahr 2017 übernahm der österreichische Cellist Florian Eggner mit einem Programm von Johann Sebastian Bach bis zu Neuer Musik und Jazz die Intendanz von Pitten Classics. Vorwiegend in der Bergkirche kam es im Juli 2017 in zehn Konzerten unter anderem zu Auftritten des Arnold Schoenberg Chors unter Erwin Ortner, von Benjamin Schmid, Ariane Haering, Wolfgang Muthspiel und des Eggner Trios.
- Bei „loftlinx“ handelte es sich um ein wiederkehrendes Ausstellungsereignis, das vom Jahr 2001 bis 2007 alle zwei Jahre im Spätsommer in den Wüster Kunsthallen im Ambiente einer alten Fabrik stattfand. Auf etwa 2.500 Quadratmetern Ausstellungsfläche präsentierten bildende Künstler ihre Werke (Malerei, Fotografie, Skulpturen und Performance). Eingeleitet wurde diese Ausstellung jeweils durch ein Event, mit zuletzt etwa 500 Besuchern, bei dem auch musikalische Akzente gesetzt wurden und das erst im Morgengrauen als Groß-Party ausklang. Seit 2009 musste dieser Event aufgrund des schlechten baulichen Zustands des aufgelassenen Fabriksgeländes und deshalb nicht erteilter behördlicher Bewilligungen entfallen, ein Abriss der alten Fabrikshalle steht im Raum.

## Wirtschaft und Infrastruktur
In Pitten befindet sich die Papierfabrik der W. Hamburger GmbH, die 1853 gegründet wurde. W. Hamburger ist Teil der Konzernsparte Hamburger Containerboard der österreichischen Prinzhorn Group.

### Bildung
In Pitten befinden sich ein Kindergarten, eine Volksschule, eine Allgemeine Sonderschule, eine Mittelschule und die Franz Schubert Regionalmusikschule.

### Verkehr
- Eisenbahn: Pitten liegt an der Aspangbahn. Diese bietet stündliche Verbindungen nach Wiener Neustadt, von wo Anschlüsse nach Wien sowie über die Südbahn nach Graz und Villach bestehen.[7]
- Straße: Wenige Kilometer westlich des Gemeindegebietes befindet sich der Knoten Seebenstein, wo die Semmering Schnellstraße von der Süd Autobahn abzweigt.
- Rad: Durch Pitten verläuft der Euro Velo 9, der von Danzig an der Ostsee über Brünn und Wien nach Süden an die Adria führt.[8]

## Politik

### Gemeinderat
Der Gemeinderat hat 21 Mitglieder.
- Mit den Gemeinderatswahlen in Niederösterreich 1990 hatte der Gemeinderat folgende Verteilung: 12 SPÖ, 6 ÖVP, 2 Grüne, und 1 FPÖ.
- Mit den Gemeinderatswahlen in Niederösterreich 1995 hatte der Gemeinderat folgende Verteilung: 13 SPÖ, 6 ÖVP, 1 Grüne, und 1 FPÖ.[9]
- Mit den Gemeinderatswahlen in Niederösterreich 2000 hatte der Gemeinderat folgende Verteilung: 12 SPÖ, 5 ÖVP, 2 Bürgerliste Pitten, 1 FPÖ, und 1 Grüne.[10]
- Mit den Gemeinderatswahlen in Niederösterreich 2005 hatte der Gemeinderat folgende Verteilung: 13 SPÖ, 7 ÖVP, und 1 Grüne.[11]
- Mit den Gemeinderatswahlen in Niederösterreich 2010 hatte der Gemeinderat folgende Verteilung: 12 SPÖ, 4 ÖVP, 3 Bürgerforum Pitten, und 2 Grüne.[12]
- Mit den Gemeinderatswahlen in Niederösterreich 2015 hatte der Gemeinderat folgende Verteilung: 11 SPÖ, 6 ÖVP, 2 Grüne, 1 Bürgerforum Pitten, und 1 FPÖ.[13]
- Mit den Gemeinderatswahlen in Niederösterreich 2020 hat der Gemeinderat folgende Verteilung: 11 SPÖ, 5 ÖVP, 3 Bürgerforum Pitten und 2 Grüne.[14]
- Mit den Gemeinderatswahlen in Niederösterreich 2025 hat der Gemeinderat folgende Verteilung: 13 SPÖ, 3 ÖVP, 2 FPÖ, 2 Bürgerforum Pitten und 1 Grüne.[15]

### Bürgermeister
| 1855 | 1864 | Georg Aichinger   | 1929      | 1934      | Georg Mitterecker    |
| 1864 | 1869 | Johann Glöckler   | 1934      | 1938      | Rudolf Manhalter     |
| 1870 | 1873 | Alois Glöckler    | 1938      | 1945      | Hans Schulz          |
| 1973 | 1876 | Franz Güdl        | 1945      | 1946      | Richard Leer         |
| 1876 | 1889 | Anton Trampitsch  | 1946      | 1950      | Hans Kernbeis        |
| 1889 | 1906 | Karl Manhalter    | 1950      | 1953      | Georg Mitterecker    |
| 1906 | 1919 | Josef Glöckler    | 1953      | 1960      | Leopold Höller       |
| 1920 |      | Franz Baumgartner | 1961      |           | Josef Fasching       |
| 1920 | 1921 | Ignaz Endlweber   | 1962      | 2005      | Kurt Schagerer (SPÖ) |
| 1921 | 1926 | Theodor Blahut    | 2005      | 2015      | Günter Moraw (SPÖ)   |
| 1926 | 1929 | Julius Bauer      | seit 2015 | seit 2015 | Helmut Berger (SPÖ)  |

## Persönlichkeiten
- Anton Stingl (1808–1895), Klavierbauer
- Wilhelm Hamburger (1821–1904), Begründer der industriellen Papiererzeugung aus Holz in Österreich
- Vinzenz Sterz (?–1928), Begründer der k.k. priv. Pittener Papierfabrik
- Franz Hilarius Ascher (1852–1929), Journalist und Unternehmer
- Franz Hamburger (1874–1954), Mediziner, Professor für Kinderheilkunde in Graz und Wien
- Rudolf Manhalter (1884–1946), Bauer, Gastwirt, Politiker und Mitglied des Nationalrates
- Friedrich Hoffmann (1902–1976), Politiker
- Max Bulla (1905–1990), Radrennfahrer
- Sepp Buchner (1921–2000), österreichischer Maler und Grafiker
- Peter Weck (* 1930), Bühnen- und Filmschauspieler und Enkel des Bürgermeisters Hans Schulz
- Peter Fröhlich, alias Peter Fritsch (1938–2016), Bühnen- und Filmschauspieler (Kaisermühlen Blues), Sänger
- Michael Glawogger (1959–2014), Dokumentarfilmer, Filmregisseur, Drehbuchautor und Kameramann
- Wolfgang Murnberger (* 1960), Filmregisseur und Drehbuchautor
- Wolfgang Werner (* 1963), ehemaliger Intendant und Begründer der Opernfestspiele St. Margarethen im Römersteinbruch
- Paul Harather (* 1965), Filmregisseur, Produzent und Drehbuchautor
- Markus Grasl (* 1980), Propst des Augustiner-Chorherrenstiftes Reichersberg
- Christian Fuchs (* 1986), Fußball-Nationalspieler